# Musik, Tanz und Rhythmus
Musik, Tanz und Rhythmus, ursprünglich unter den Namen Donald’s Hitparade und Melodie Tanz Rhythmus – Donald, der Sambakönig veröffentlicht, ist ein amerikanischer Zeichentrickfilm, hergestellt von den Walt-Disney-Studios und seinerzeit von RKO in den Verleih gebracht.
Nach Fantasia und Make Mine Music ist Musik, Tanz und Rhythmus 1948 der dritte Versuch der Disney-Studios, populäre Melodien in kurze Trickfilmepisoden zu übertragen. Bekannte Künstler der Zeit wie die Andrews Sisters oder Ethel Smith mit ihrer Orgel interpretieren Schlager, Jazz und amerikanische Folklore (Johnny Appleseed – Hänschen Apfelkern). Die musikalische Mélange wurde nur einmal in Kinos ausgewertet. Später wurden die Episoden geschnitten und tauchten in Vorprogrammen auf. Das längste Leben hatte Johnny Appleseed.
Musik, Tanz und Rhythmus ist der zehnte Film in der Disney-Reihe und hatte nur mäßigen Erfolg.

## Weltweite Erscheinungsdaten
- Brasilien: 2. Juli 1948
- Mexiko: 4. Mai 1950
- Schweden: 16. April 1951
- Italien: 6. Juni 1951
- Frankreich: 3. August 1951
- Bundesrepublik Deutschland: 9. August 1952
- Finnland: 17. April 1953

## Filmsequenzen
Der Film besteht aus 7 Sequenzen:
– Once Upon A Wintertime (Winterzauber / Es war einmal im Winter…)
- 1954 als Cartoon herausgekommen
- Video: Micky und Pluto feiern Weihnachten
- Video: Die schönsten Weihnachtsgeschichten von Walt Disney (Lang)

– Bumble Boogie (Hummelflug)
- 1955 zusammen mit „Trees“ als Cartoon „Contrast of Rhythm“ herausgekommen

– Johnny Appleseed (Hänschen Apfelkern)
- 1955 als Cartoon herausgekommen

– Little Toot (Das Bötchen Toot)
- 1954 als Cartoon herausgekommen

– Trees (Poesie der Bäume)
– Blame It On The Samba (Donald im Sambafieber) DD, mit Realszenen
- 1955 als Cartoon herausgekommen

– Pecos Bill (Pecos Bill und der Wilde Westen)

## Auftritte
- Roy Rogers – sich selbst; Erzähler; Sänger (Pecos Bill)
- Trigger, das kleinste Pferd im Film – sich selbst
- Dennis Day – Erzähler; Sänger; Charaktere (Johnny Appleseed)
- The Andrews Sisters – Sänger (Little Toot)
- Fred Waring and the Pennsylvanians – Sänger (Trees)
- Freddy Martin – Musik Kompositör (Bumble Boogie)
- Ethel Smith – Organist (Blame It On the Samba)
- Frances Langford – Sänger (Once Upon a Wintertime)
- Buddy Clark – Sänger; Erzähler
- Bob Nolan – sich selbst; Sänger; Erzähler (Pecos Bill)
- The Sons of the Pioneers – sich selbst; Sänger; Erzähler (Pecos Bill)
- The Dinning Sisters – Sänger (Blame It On the Samba)
- Bobby Driscoll – sich selbst (Pecos Bill)
- Luana Patten – sich selbst (Pecos Bill)